# Ефекат мреже
У економији и пословању, ефекат мреже (такође се назива спољашња мрежа или захтевна страна обима економије) је ефекат да је један корисник добра или услуге има Вредност тог производа на друге људе. Када је ефекат мрежа присутан, вредност производа или услуге зависи од броја других који га користе.
Класичан пример је телефон. Што је више људи који посједују телефоне, вреднији је телефон сваком власнику. То ствара позитивно екстерно, јер корисник може да купи телефон без намере да се створи вриједност за друге кориснике, али то чини у сваком случају. Сервис за друштвене мреже ради на исти начин, са страницама као што су Твитер и Фејсбук који постају атрактивнији што се више корисника придружи.
Израз " ефекат мреже " се примењује најчешће да би побољшао мрежне екстерналије као у случају телефона. Негативни мрежни екстерни такође се могу јавити, где више корисника чине производ мање вредним, али се најчешће називају " загушења " ( као у гужви или мрежном загушењу)
Временом, позитивни ефекти мреже могу створити хватање у коло како мрежа постаје вреднија и више људи се придружује, у позитивној повратној спрези 

## Порекло
Ефекти мреже су били централна тема у аргументима Теодора Ваил , први после патента председника Бела Телефона, у стицању монопола на америчким телефонским услугама. 1908, када је представио концепт у годишњем извештају Бела, било је преко 4.000 локалних и регионалних телефонских централа, од којих је већина на крају спојене у Бел систем 
Економска теорија ефекта мреже је значајно напредовала између 1985. и 1995. године од стране истраживача Михаела Л. Кац, Карл Шапиро , Џозеф Фарел и Гарт Салонера.
Ефекте мреже је популаризовао Роберт Меткалф, наводећи у Меткалфовом закону. Меткалф је био један од ко-проналазача Етернета и суоснивач компаније 3Ком. У продаји производа, Меткалф је тврдио да је купцима потребна картица Етернета да би израсли изнад одређене критичне масе ако су искористили предноти њихових мрежа.
Према Меткалфу, образложење иза продаје мрежних картица је да (1) трошкови мреже буду директно пропорционални броју инсталираних картица, али (2) вредност мреже је пропорционална квадрату броја корисника. То је алгебарски изражено као постојање трошка Н , и вредности Н² . Док стваран број иза ове дефиниције никада није био чврст, концепт дозвољава корисницима да деле приступ скупим ресурсима као што су дискови и штампачи, слање е-маила, и приступ Интернету.
Род Бекстром представио је математички модел за описивање мрежа које су у стању позитивног ефекта мреже на БлекХету и Дефкону у 2009. години, и такође је представио " обрнути ефекат мреже " са економским моделом за дефинисањем

## Предности
Ефекти мреже постају значајни након што је постигнут одређени проценат претплате, назван критичном мацом. У критичном тренутку масе, вредност добијена од добра или услуге је већа или једнака цени плаћене за добро или услугу. Како вредност добра одређује кориснике базе, то значи да после одређеног броја људи који су се претплатили на услугу или су купили добра, додатни људи ће се претплатили на сервис или на куповину добр због вредности преласка цене.
Кључни пословни проблем мора онда бити како привући кориснике пре доношења критичне масе. Један од начина је да се ослони на спољашњу мотивацију, као што је плаћање, наплата одрицања, или захтев пријатеља да се пријаве. Много природнија стратегија је да се изгради систем који има довољно вредност без мрежних ефеката, на крају рано прихваћено. Затим, како број корисника расте, систем постаје још вреднији и способнији да привуче ширу базу корисника.
Поред критичне масе, повећање броја претплатника генерално се не може наставити унедоглед. Након извесног времена, већина мреже су постале или нагомилане или засићене, заустављањем будућег уноса. Загушења се јављају због прекомерног. Важећа аналогија је од телефонске мреже. Иако је број корисника испод тачке загушења, сваки додатни корисник додаје додатну вредност сваког другог купца. Међутим, у једном тренутку додавање додатног корисника превазилази капацитет постојећег система. Након овог тренутка, сваки додатни корисник смањује вредност добијену од сваког другог корисника. У практичном смислу, сваки додатни корисник повећава укупно оптерећење система, што је довело до заузетих сигнала, немогућности да се добије сигнал, и лоше корисничке подршке. Следећа критична тачка је место где је вредност поново добијена једнака плаћеној цени. Мрежа ће престати да расте у овом тренутку, а систем мора да се повећа. Загушења тачке може бити већа од величине тржишта. Нови п2п технолошки модели могу увек пркосити загушењу. П2п системи, или "п2п," су дизајниране мреже за дистрибуцију рада међу својим базеном корисника. То теоретски омогућава праве П2П мреже на неодређено време размере. Сервис телефоније п2п заснива Скајп који се користи у великој мери од овог ефекта (мада тржиште засићења се и даље дешава).
Ефекти мреже су обично погрешни у обиму економије које проистиче пре из пословне величине него из интероперабилности . Да би помогли да се разјасни разлика, људи говоре о тражњи против понуде обима економије. Класични обим економије је на страни производње, док се мрежни ефекти јављају на страни тражње. Ефекти мреже су такође погрешни за обим економије.
Ефекат мрежа има доста сличности са описом појаве у јачању позитивне повратне спреге описане у динамици система. Системска динамика може да се користи као метод моделирања, да опише феномене, као што су реч из уста и бас модел маркетинга 
Ефекат мреже је користан за друштво у целини, јер позитивно се односи и утиче на интелектуална учешћа, имовинска права, и културна добра у свету. Један облик мреже екстерности су друштвени медији, што је п2п мреже покренуте од приватног непрофитног посла. Иако стварање велике мреже ствара баријеру према Портеровом моделу и може да спречи неке од стварања нових облик П2П мреже, што у великој мери доприноси друштву као целини и даје нови облик заједничког ресурса скалабилног да целом свету даје могућност да га користе. Иако препрека за улазак може бити висока, не постоји прави облик монопола у П2П расподели социјалног тржишта. Пример, Фејбук има велику удео у П2П социјалној расподели тржишта, али то није међусобно искључиво, што значи да корисници могу имати налог на Фејбуку и такође имају налог на Твитеру. Осим тога, постоји не права критична маса у овом простору, због способности за технологију и иновације да се стално прилагоди различитим окружењима, тржиште за неразвијене земље да се интегрише са социјалним поделама што је неограничено.
Ефекат мрежа се односи на интелектуална добра у позитивном смислу. Кроз П2П мреже корисници могу да деле своју интелектуалну својину на начин који може да користи друштву као целини. Размена интелектуалне својине у крајњем случају се односи на економски раст захваљујући способности за креаторе да деле информације и да стичу финансијску корист од тога. Кроз П2П мрежу људи могу да деле врсте образовања као научни чланак, постаје нови облик јавних добара . Екстерна мрежа као Тед. ком је пример како интелектуална добра са употребом екстерне мреже доприносе друштву у целини. Они који представљају интелектуалну својину на ТЕД конференцијама деле своје образовање на јавном форуму које је корисно свима који слушају. Дакле, већа Тед. ком мрежа постаје позитивна корелација са онима који имају користи од својих ресурса.
П2П мреже позитивно утичу на имовинска права. У вези са имовинским правима, омогућавају онима који стварају интелектуалну својину: Право на коришћење добра, право да зараде приход од добра, право да пренесе добра другима, право на извршење имовинских права. Кроз П2П мреже оних који пружају интелектуалне својине не само ова права, али такође поседују право да захтевају своја сазнања о јавном форуму. Због ових права дељење користи носиоце права интелектуалне својине и промовише размену П2П на позитиван начин. Они који конзумирају интелектуалну својину такође имају корист позитивну од поделе тога, јер су у стању да користе информације слободне у вези са особом која га је створила. Пример овог система у снази је компанија која се зове музика Ваулт. Музика Ваулт ради на п2п мрежи Фејсбук, омогућавајући корисницима који стварају музику да отворено и слободно сарађују са другим уметницима. Овај облик ремиксовању имају корист обе стране. Ово је пример како п2п мрежа позитивно утиче на размену својинских права. У Џозефовом есеју Награде, не патенти, он сугерише да стварање интелектуалне својине треба да буду награђено са социјалним задовољством и наградама, уместо патената спречавања других да дуплирају стварање и дељење као заједнички ресурс. Ово може бити повезано са П2П умрежавањем јер ствара већи подстицај за оне који стварају интелектуалну својину да поделе тај уобичајен ресурс. Како дељење п2п мреже постаје веће задовољење од награда на глобалном јавном форуму ће се такмичити са патентом. То је преко великих П2П мрежа и мрежа екстерности да људи могу створити систем награђивања довољно велики да одврати азиле патената да буду награђени на различите начине.
Екстерна мрежа позитивно утиче на културна добра на много начина. Награда за то што је део групе, друштва, па чак и света кроз П2П мрежу је једна од највећих предности које могу да модерни ресурси обезбеде. Могућност повезивања и стварање са људима из различитих култура, националности, и веровања је нешто што се сматрало немогућим пре 100 година. Без мреже екстерности овај вид комуникације би био немогућ. Кроз п2п дељење света као културе је у стању да уче и подучавају једни друге путем јавних трибина. У Сугата Митри је Тед говорио, "Дечије избачено образовање" он ставио компјутер у трећи светски град и оставио га да види шта ће се десити. За чуђење деца су била у стању да брзо смисле како да користите рачунар и образују се за своје унутрашње пословање. Овај пример је користан за друштво из неколико разлога. Први је однос између Сугата Митра и П2П мреже која га је довела да постави рачунар у трећи светски град, заједно са способношћу да изнесе своје закључке о јавном форуму. Друго, то су они који су конзумирали Тедијев говор и користили знање да су они у земљама трећег света и да само треба да имају прилику да уче и они ће га узети. Овај експеримент у целини доноси културу у свету заједно и нас повезује са оним што смо мислили да је немогуће због П2П мреже и мреже спољашњости који је довео до појединаца Тедијевог разговор.

## Технологија животног циклуса
Ако неки постојећа технологија или компанија чије користи се у великој мери заснивају на мрежним ефекатима почињу да губе удео на тржишту против изазивача као што су ремећење технологије или отворени стандарди базирани на такмичењу, предности мрежних ефеката ће се смањити за актуелне, а повећати за изазиваче. У овом моделу, врхунац је на крају стигао где су ефекти мреже изазивача победили оне бивше задужене, и задужени су присиљени на убрзани пад, док изазивач преузима пређашње стање актуелне екипе.

## Закључано-у
Економија мреже је неизненађујуће постаја врућа теме после дифузије Интернета преко академије. Већина људи зна само Меткалфов закон у оквиру мрежних ефеката. Ефекти мреже су познати за изазивање закључаног-у санајвише наведених примера Мајкрософтових продукта и тастатуре Кверти.
Продавац закључаног-у у може се ублажити отварањем стандарда на којима корисници зависе, дозвољавајући конкуренције између имплементације. То, међутим, не ублажава индустрију широког закључавања-у у самом стандарду . Заиста, као што сада постоји више продаваца који смањују цену и повећавају квалитет, више корисника вероватно усваја стандарде чиме се ствара већи стандард.

## Врсте мрежних ефеката
Постоји много начина да се класификују ефекти мреже. Једна популарана сегментација погледа ефеката мреже виђена у 4 врсте:
- Двострани ефекти мреже: Пораст коришћења од стране једног скупа корисника повећава вредност и учешће комплементарности и посебних скупова корисника, и обрнуто. Пример су програмери који бирају код за оперативни систем са многим корисницима, са корисницима избора да донесу оперативни систем са многим програмерима. Ово је посебан случај двостраног тржишта.[8]
- Директни ефекти мреже: Повећање употребе доводи до директног повећања вредности за друге кориснике. На пример, телефонски системи, факс машине, и друштвене мреже све подразумевају директан контакт међу корисницима. У двостраним мрежама, директан ефекат мреже се зове мрежа ефекта исте стране. Пример су отворени играчи који имају користи од партиципација других играча који се разликују од тога како они имају користи од игара програмера.
- Индиректни ефекти мрее : Пораст коришћења једног производа или повећање вредности мреже комплементарних производа или мреже, што може заузврат повећати вредност оригинала. Примери комплементарних роба укључују софтвер(као што је Офис за оперативне системе) и DVD (DVD плејер). То је разлог зашто Windows и Линукс могу такмичити не само за кориснике, већ и за програмере .[9] Ово се прецизније назива крст страних ефеката мреже како би разликовали мрежне предности које прелазе различита тржишта.[10]
- Локални ефекти мреж: Структура основне социјалне мреже погађа ко има користи од кога. На пример, добро приказује локалну мрежу ефеката када радије уместо да буду под утицајем повећања величине корисника базе једног производа у целини, сваки потрошач је под директним утицајем одлука само обично малих подскупова других потрошача, на пример, оне које је он  или она " повезан " преко основне друштвене или пословне мреже.[11] Ћаскање је пример производа који приказује локалне ефекте мреже.

Осим тога, постоје два извора економске вредности која су релевантна приликом анализе производа који приказују мрежне ефекте: 
- Саставни вредност: МОја вредност потиче од коришћења мојих продуката.
- Мрежа вредности: Ја извлачим вредност од употребе туђих производа.

## Негативни ефекти мреже
Негативни ефекти мреже, у математичком смислу, су они који имају супротан ефекат на стабилност у односу на нормалне (позитивне) мрежне ефекате. Како позитивни ефекти мреже изазвају позитивне повратне спреге и експоненцијални раст , негативни ефекти мреже стварају негативну повратну спрега и експоненцијални пад . У природи, негативни ефекти мреже су снаге које вуку ка равнотежи, одговорне за стабилност, и представљају физичка ограничења спречавајња стања да достигну бесконачност . 
- Загушења се јавља када је ефикасност мреже смањена јер све више људи га користи, а то смањује вредност људима који га већ користе . Загушења саобраћаја које напуни аутопут и мрежу гужве током ограниченог пропусног опсега и приказује негативне мрежне екстерналије.
- Браесов парадокс настаје када следећи контраинтуитивни феномен : уклањање ивице од себичног ротирања мреже могу смањити кашњења која су настала као сви саобраћаји у равнотежи .[12]

## Интероперабилност
Интероперабилност има ефекат израде веће мреже и самим тим повећавања спољне вредности мреже повећањем изгледа потрошачима. Интероперабилност постиже пре свега повећање потенцијалне везе и секундарно привлачење нових учесника на мрежу. Остале предности интероперабилности укључују смањивање неизвесности, смањење закључавања-у ,комодизацију и конкуренцију засновану на цени:‍:229
 
Интероперабилност се може постићи кроз стандардизацију и са другим сарадњама. Компаније које су укључене у неговању интероперабилности суочавају се са тензијом између сарадње са својим конкурентима да расте потенцијално тржиште за производе и за такмичење за удео на тржишту  ‍:227

## Отворени односи затворених стандарда
У комуникационим и информационим технологијама, отворени стандарди и интерна лица се често развијају кроз учешће више фирми, а обично желе да обезбеде обострану корист. Али, у случајевима у којима су релевантни комуникациони протоколи или интер лица затворени стандарди ефекта мреже моху дати компанији контролу тих монопола стандарда. Мајкрософт корпорација је широки вид компјутерских стручњака који одржавају монопол кроз ова средства. Један посматрани метод Мајкрософт користи да стави на снагу мреже у своју корист се зове пригрлит, проширити и угасити.
Мираблис је израелски покретач који је развијен инстант порукама (ИМ) и купљен од стране Онлајн Америке. Дајући даље њихове ИЦК производе бесплатно и спречавање интероперабилности између њиховог клијента софтвера и других производа, били су у стању да привремено доминирају тржиште за ћаскање . Због ефекта мреже, нове ИМ корисници зарађују много већу вредност избором да користите мираблис систем (и придруже своју велику мрежу корисника) него што би користили конкурентски систем . Као што је типично за то време, компанија никада није направила никакав покушај да створи профит од своје доминантне позиције пре продаје компаније. 

## Примери

### Финансијске размене
Берзе и размене деривата имају ефекат мреже. Ликвидност тржишта је главна одредница трошкова трансакције у продаји или куповини хартија од вредности, како ширење купи-продај постоји између цене по којој куповину може бити учињено у односу на цену по којој је продаја исте хартије од вредности може да се уради. Како број купаца и продаваца на берзи расте, расте ликвидност, и трансакциони трошкови и пад. То онда привлачи већи број купаца и продаваца за размену. 
Предност мреже финансијских берзи је очигледан у тешкоћама које старт размена у исељеним доминантним разменама. На пример, ЦБОТ је задржао велику доминацију трговања у САД обвезницама будућности америчког министарства финансија, упркос покретању Еурекс америчког трговања идентичних даљих уговора. Слично томе, ЦМЕ је задржао доминацију у трговању даљих еврообавезница каматних стопа, упркос изазову Еуронекст. Живота.

### Софтвер
Постоји врло јака мрежа ефекта која послују на тржишту за широко коришћени компјутерски софтвера.
Узмимо, на пример, Мајкрософт Офис. За многе људе бирање офиса, основно разматрање укључују како је драгоцен пошто је сазнао да ће канцеларијски пакет доказати потенцијалним послодавцима, и колико добро софтвер сарађује са другим корисницима. То је, пошто учи да користи 0фис за шта је потребно много сати, желећи да уложи то време учења канцеларијског пакета који ће их учинити најпривлачнијим за потенцијалне послодавце и клијенте, а такође жели да буду у могућности да размењују документа. ( Осим тога, пример индиректног ефекта мреже у овом случају је значајна сличност у корисничком сучељу и функционалности менија већине новог софтвера - јер се та сличност директно преноси у мањем времену проведеног учења нових окружења, стога потенцијално веће прихватање и усвајање оних производи.) 
Слично томе, проналажење већ обучених радника је велики проблем за послодавце приликом одлучивања који канцеларијски пакет да купе или стандардизују. Недостатак крос-платформи стандарда корисничких сучеља доводи до ситуације у којој једна фирма је под контролом готово 100% тржишта. 
Windows је следећи пример ефекта мреже. Највише хваљена предност Windows-а, и највише објављено од стране Мајкрософта, је да је Windows компатибилан са најширим спектром рачунарског хардвера и софтвера. Иако је ова тврдња оправдана, то је у стварности резултат мреже ефекта: хардверски и софтверски произвођачи осигурају да њихови производи су компатибилни са оперативним системом Windows како би имали приступ великом тржишту Windows кориснике . Дакле, Windows је популаран јер је добро подржан, али је добро подржан јер је популаран. 
Међутим, мрежни ефекти не морају да доводе до тржишне доминације од стране једне фирме, када постоје стандарди који омогућавају више предузећа за заједнички рад, што омогућава мрежне екстерналије у корист читавом тржишту. То важи и за случај x86 -базе личних компјутерских хардвера, у којој постоје изузетно јаки тржишни притисци за сарадњу са већ постојећим стандардима, али у којем ниједна фирма не доминира на тржишту. Такође, истина је за развој пословних софтверских апликација где су веб ( HTTP) , базе података (SQL) , и до одређеног нивоа, сервисно-оријентисане поруке аутобуса ( СОА ) постала уобичајена интерлица. Даље за развој ланца постоји мрежа ефекта, као и на језику назад-крај базе платформи (ЈВМ, ЦЛР, ЛЛВМ), програмирање модела (ФП, ООП) и сами језици .
2007. Епл је објавио ајфон затим ап стор. Већина ајфон апликација ослања на постојање јаких ефеката мреже. Ово омогућава софтверу да расте у популарности врло брзо и да се шири и на великој корисничкој бази са веома ограниченим потребним маркетингом. Пословни модел слободне премије је еволуирао да искористи ове ефекате мреже ослобађајући бесплатну верзију која неће ограничити усвајање или било ког корисника и онда наплате "Премиум" карактеристике као примарни извор прихода. 

### Телекомуникације
Исто важи и за тржиште за даљину телефонских услуга у Сједињеним Америчким Државама. У ствари, постојање ове врсте мрежа обесхрабрује доминацију на тржишту једне компаније, јер ствара притисак који ради против једне фирме покушавајући да успостави власнички протокол или чак да се истакне путем диференцијације производа. 

### Веб сајтови
Многи сајтови такође имају ефекат мреже. Један пример је веб трговина и размена, у томе вредност на тржишту до новог корисника је пропорционална броју других корисника на тржишту . На пример, Ибеј не би био посебно корисан сајт ако аукције нису конкурентне. Међутим, како се број корисника повећава на Ибеју, аукције расту конкурентније, подижу цене понуде ставки. То чини више исплативију продају на Ибеју и доноси више продавца, који мењају цену доле опет, јер то повећава понуду, а доноси више људи на Ибеју, јер постоји више ствари које се продају да људи желе. У суштини, како број корисника расте на Ибејју, цене падају и повећавају снабдевање, и све више и више људи сматрају сајт корисним.
Сајтови друштвене мреже су такође добар пример. Што више људи се региструје на веб сајту друштвене мреже, више користан сајт је својим регистрантима.
Насупрот томе, вредности вести сајта су првенствено сразмерне квалитету текстова, а не броју других људи који користе сајт. Слично томе, прва генерација сајтова искусних малих утицаја мреже, док је вредност сајта заснована на вредностима резултата претраге. То је омогућило да Гугл победи кориснике са Јахуа! без много проблема, јер некада корисници верују да Гугл резултати претраге су супериорнији. Неки коментатори мењају вредност Јаху! бренда (који се не повећава јер све више људи зна за њега) за ефекат мреже који штити своје маркетиншко пословање.
Алекса Интернет користи технологију која прати корисничке шаблоне сурфовања; тако Алексини сајтови резулата су побољшани и више корисника користи технологију. Алекса мрежа се ослања на мали број прегледача софтверских односа, што чини мрежу више рањивом на конкуренцију . 
Гугл је такође покушао да створи ефекат мреже у свом пословању оглашавањем са својим Гугл сервисом. Гугл Адсенс поставља огласе на многим малим местима, као што су блогови, користећи Гугл технологију да одреди који огласи су релевантни за које блогове . Дакле, сервис изгледа да има за циљ да служи као замена (или огласна мрежа) за подударање многих оглашивача са много малих сајтова (као што су блогови) . У принципу, више блогова Гуге Адсенс може да достигне, и више оглашивача да привуче, што је највише привлачна опција за више блогова, и тако даље, чинећи мрежу вреднијом за све учеснике. 
Ефекти мреже су коришћени као оправдање за неке од дот-ком пословних модела у касним 1990-им. Ове фирме раде под веровањем да када ново тржиште се ствара које садржи снажне ефекте мреже, предузећа треба да брину више о одрастању свог тржишног удела него о постојању профитабилних. Ово је вероватно, јер удео на тржишту ће одредити која фирма може поставити техничке и маркетиншке стандарде и на тај начин утврдити основ за будућу конкуренцију. 

### Железнички мерач
Постоје јаки ефекти мреже у почетном избору железничког колосека, и у одлукама конверзије колосека. Чак и када стављамо у изолацију шине које нису повезане са другим линијама, слојеви тачака обично бирају стандардни железнички колосек, тако да могу да користе возни парк. Иако је неколико произвођача марки возних средстава који могу да се прилагоде различитим железничким мерилима, већина произвођача ствара возна средства која раде само са једним од стандардних железничких колосека.